# Claoxylon albicans
Claoxylon albicans är en törelväxtart som först beskrevs av Francisco Manuel Blanco, och fick sitt nu gällande namn av Elmer Drew Merrill. Claoxylon albicans ingår i släktet Claoxylon och familjen törelväxter.
Artens utbredningsområde är Filippinerna. Inga underarter finns listade i Catalogue of Life.